# Holidejov spoj
|  |
|  |

Holidejov spoj je mobilni spoj između četiri DNK lanca. Struktura je dobila ime po Robinu Holideju, koji je predložio njeno postojanje 1964 da bi objasnio specifični tip razmene genetičke informacije koji je primećen kod kvasca i poznat kao homologna rekombinacija. Holidejevi spojevi su visoko konzervirane strukture, od prokariota do sisara.
Ovi spojevi se formiraju između homolognih sekvenci, te imaju sposobnost kliznog pomeranja duž DNK. Kod bakterija, ovaj mehanizam (ili migracija grananja) je omogućena RuvABC kompleksom ili RecG proteinom, molekulskim motorima koji koriste energiju hidrolize ATP-a za pomeranje spoja. Spoj se zatim mora razložiti da bi se ponovo uspostavila dva linearna dupleksa. To se ostvaruje bilo ponovnim uspostavljanjem početne konfiguracije ili uspostavljanjem ukrštene konfiguracije. Do rezolucije može doći bilo na horizontalni ili vertikalni način tokom homologne rekombinacije.
Holidejovi spoji su posrednici tokom genetičke rekombinacije. Oni su isto tako značajni za održavanje genomskog integriteta.

## Spoljašnje veze
- Holliday+junctions на 
- Konformacione promena Holidejovog spoja
- Holidejova struktura u tetraedralnoj formi